# Oncidium saxicola
Oncidium saxicola är en orkidéart som beskrevs av Rudolf Schlechter. Oncidium saxicola ingår i släktet Oncidium och familjen orkidéer. Inga underarter finns listade i Catalogue of Life.